# Marvin Solano
Gerardo Marvin Solano Abarca (San Gabriel, Costa Rica, 25 de marzo de 1956) es un exfutbolista y director técnico costarricense. Actualmente dirige al  Luis Ángel Firpo.  

## Trayectoria

### Como jugador
Inició su carrera como profesional en el Alto Rendimiento de la Universidad de Costa Rica. Su debut en Primera División de Costa Rica lo haría con la Asociación Deportiva Ramonense. Posteriormente se vincularía al Aserrí Fútbol Club de la Primera División de LINAFA, club con el que se mantendría hasta su retiro.

## Clubes

### Como jugador
| Club                | País       | Año |
| ------------------- | ---------- | --- |
| Aserrí Fútbol Club  | Costa Rica | ¿?  |
| La U Universitarios | Costa Rica | ¿?  |
| Aserrí F.C          | Costa Rica | ¿?  |

### Como director técnico
| Club                | País        | Año             |
| ------------------- | ----------- | --------------- |
| A.D Ramonense       | Costa Rica  | 1997-1998       |
| C.S Herediano       | Costa Rica  | 1998            |
| Paraíso Total       | Costa Rica  | 1999-2003       |
| C.S Cartaginés      | Costa Rica  | 2004            |
| UCR Fútbol Club     | Costa Rica  | 2005-2008       |
| Santos de Guápiles  | Costa Rica  | 2008-2009       |
| Barrio México       | Costa Rica  | 2010-2011       |
| Santos de Guápiles  | Costa Rica  | 2011            |
| A.D San Carlos      | Costa Rica  | 2012            |
| Barrio México       | Costa Rica  | 2012-2013       |
| C.S Herediano       | Costa Rica  | 2013-2014       |
| Pérez Zeledón       | Costa Rica  | 2014            |
| AS Puma Generaleña  | Costa Rica  | 2014-2015       |
| C.D Walter Ferretti | Nicaragua   | 2015            |
| C.D Real Sociedad   | Honduras    | 2016            |
| Municipal Liberia   | Costa Rica  | 2016-2017       |
| Puntarenas F.C      | Costa Rica  | 2017            |
| Limón F.C           | Costa Rica  | 2018-2019       |
| F.C Desamparados    | Costa Rica  | 2019            |
| Puntarenas F.C      | Costa Rica  | 2020            |
| La U Universitarios | Costa Rica  | 2020            |
| Municipal Liberia   | Costa Rica  | 2021            |
| Municipal Turrialba | Costa Rica  | 2023            |
| Limón Black Star    | Costa Rica  | 2023            |
| Luis Angel Firpo    | El Salvador | 2025-actualidad |

## Palmarés

### Como director técnico

#### Títulos nacionales
| Título                         | Club            | País       | Año  |
| ------------------------------ | --------------- | ---------- | ---- |
| Segunda División de Costa Rica | UCR Fútbol Club | Costa Rica | 2007 |
| Primera División de Costa Rica | C.S Herediano   | Costa Rica | 2013 |